# 萨伏依蛋糕

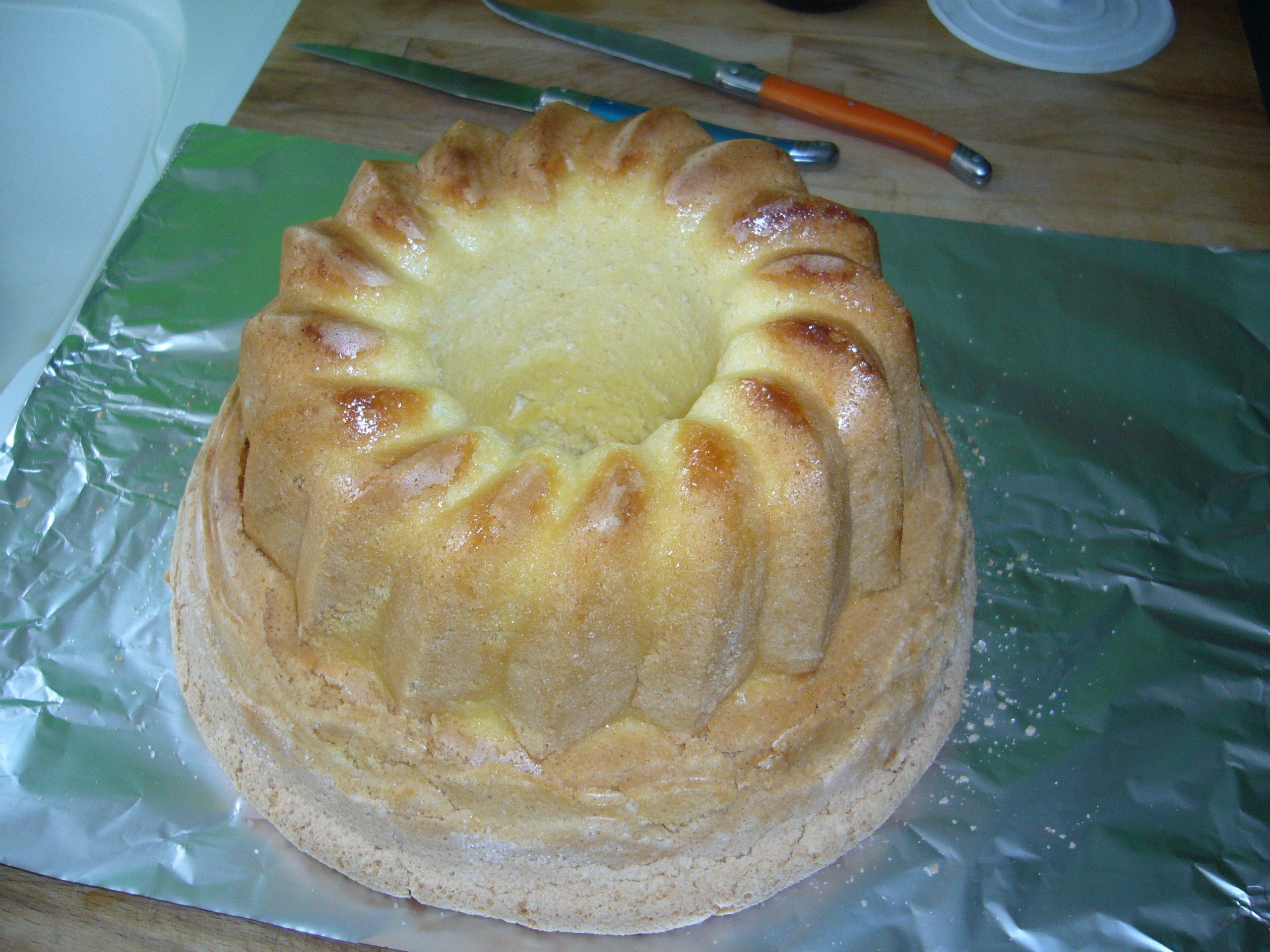
萨伏依蛋糕

萨伏依蛋糕（法語：Gâteau de Savoie）是法国萨瓦地区的特产，起源于14世纪统治该地区的萨伏依伯國首都尚贝里。材料以鸡蛋和面粉为主，有柠檬风味。
萨伏依伯爵阿梅迪奥六世曾用这种蛋糕招待到访的神圣罗马帝国皇帝（可能是查理四世）。

### 引用
1. ↑  （法文）Vie quotidienne en Savoie, 1979, p. 60, Actes du 26e Congrès des Sociétés savantes de Savoie à Conflans (1976).